# Gustave Garrigou
Gustave Garrigou (ur. 24 września 1884 w Jaoul-Vabre; zm. 28 stycznia 1963 w Esbly) był francuskim kolarzem szosowym, jednym z bardziej utytułowanych zawodników swojej epoki. Jego największym sukcesem było wygranie Tour de France w roku 1911.

## Zwycięstwa
- Giro di Lombardia (1907)
- Paryż-Bruksela (1907)
- Mediolan-San Remo (1911)
- Mistrzostwo Francji na szosie (1907, 1908)

### Lokaty naTour de France
- 1907: 2. miejsce (2 wygrane etapy)
- 1908: 4. miejsce
- 1909: 2. miejsce (1 etap)
- 1910: 3. miejsce (1 etap)
- 1911: 1. miejsce (2 etap)
- 1912: 3. miejsce
- 1913: 2. miejsce (1 etap)
- 1914: 5. miejsce (1 etap)